# Jack Hylton
Jack Hylton (Bolton, 1892. július 2. – London, 1965. január 29.) brit zenekarvezető, zongorista, énekes. 

## Élete
Egy vándortársulat énekeseként kezdte pályáját, majd 1909-ben egy pantomimcsoport zenei igazgatója lett. 1913-ban Londonban filmszínházakban zongorázott, majd éjszakai klubokban volt bárzongorista. A háborús éveket katonák szórakoztatásával töltötte a frontokon. A háborút követően a tánczene iránti igény növekedésével sikerült dalait eladnia, különböző tánctermekben játszott, s miután csak ő ismerte a kottát, hamarosan zenekarvezető, hangszerelő lett. 1921 májusában készült első lemezfelvétele. A következő évek állandó turnéi összekovácsolták együttesét, amelyet az évtized második felében mind gyakrabban hasonlítottak amerikai formációkhoz, Hyltont pedig Anglia Paul Whitemanjeként emlegetik. Bár a Zonophone által kiadott korai lemezein együttese Jack Hylton`s Jazz Band néven szerepel, valójában mindvégig szórakoztató zenét játszott. 
Zenekarát a későbbiekben Rhyhtmagicians vagy Jack Hylton`s Hyltonians néven is jegyezték. A harmincas évektől zenekara Európa legjelentősebb showbandjének számított. 1927 és '38 között 16 európai turnén aratott sikert, többek között Németországban és Csehszlovákiában is. 1929-ben 700 koncertet adtak, több mint 6300 mérföldet utaztak és 3 180 000 font értékű lemezt adtak el. Diadalútja a 40-es évekig töretlen volt, majd a zenekar feloszlott. 1950-ben királyi gálán vezethette zenekarát a Palladiumban. Már a harmincas években is impresszált zenészeket, ezt a tevékenységét az ötvenes évektől kibővítette. A hatvanas években zenés darabok színpadra állításával foglalkozott. 1965. január 29-én halt meg.

## Slágerei
- Bullfrog Patrol Seven Or Eleven Blues
- Luisville Lou
- Riverboat Shuffle
- Grieving For You
- Milenberg Joys
- Brown Sugar
- Numer ten'

## Külső hivatkozások
- British Film Institue - Screenonline
- Lancaster University Library